# كرايغ سمارت
كرايغ سمارت (بالإنجليزية: Craig Smart)‏ هو صحفي أسترالي، ولد في 1966.
أنهى سمارت درجة البكالوريوس في الصحافة في جامعة مردوخ عام 1998 وبدأ حياته المهنية كصحفي في صحف غرب أستراليا في ألباني. وأمضى 10 سنوات مع هيئة الإذاعة الأسترالية كمراسل ومقدم أخبار إذاعية من عام 2000 حتى عام 2010. وكان مقدم البرامج التلفزيونية في عطلة نهاية الأسبوع في هيئة الإذاعة الأسترالية من أواخر عام 2005 حتى عام 2010.
في عام 2011، انضم سمارت إلى قناة تن نيوز بيرث كمقدم إلى جانب ناريلدا جاكوبس.

في نوفمبر 2012، لم يتم تجديد عقد سمارت مع شبكة تن، حيث عادت النشرة الإخبارية إلى تنسيق مقدم واحد.